# Central nuclear de Oyster Creek

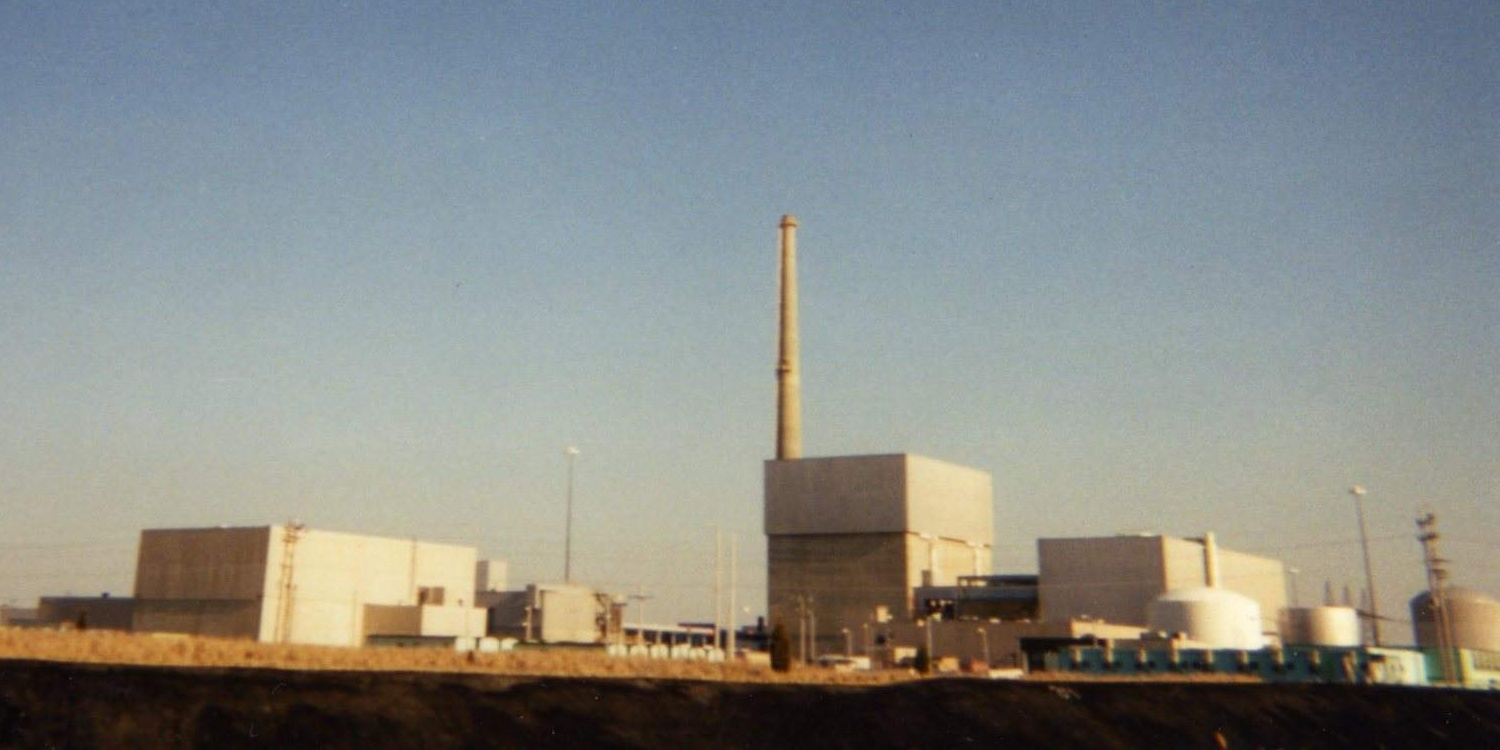
Central nuclear de Oyster Creek

La central nuclear de Oyster Creek es una planta de energía de una única unidad de reactor de agua en ebullición térmica situada en un emplazamiento de 800 acres adyacente a Oyster Creek en Forked River, parte del Municipio de Lacey en el Condado de Ocean, Nueva Jersey.
La instalación es propiedad de AmerGen Energy que se encarga de su funcionamiento. Es la planta de energía nuclear comercial en funcionamiento más antigua de los Estados Unidos.

## Unidad Uno
Se trata de un reactor nuclear de agua hirviendo de 610 MWe. Se conectó a la red el 1 de diciembre de 1969, y está autorizada a funcionar hasta 2029. El reactor toma su agua para refrigeración del Océano Atlántico.